# Wojciech Woźniak (archiwista)
Wojciech Woźniak (ur. 1975) – archiwista, politolog, urzędnik państwowy, w latach 2016–2018 Naczelny Dyrektor Archiwów Państwowych, w latach 2019–2020 dyrektor generalny Prokuratorii Generalnej Rzeczypospolitej Polskiej, od 2021 dyrektor biblioteki Szkoły Głównej Gospodarstwa Wiejskiego w Warszawie.

## Życiorys
W 1999 ukończył studia w Instytucie Nauk Społecznych Uniwersytetu Opolskiego, a w 2000 w Instytucie Administracji. W 2004 uzyskał stopień doktora nauk humanistycznych w zakresie historii na podstawie rozprawy pt. Ks. Jan Piwowarczyk wobec problematyki państwa. Studium z zakresu historii myśli politycznej.
W latach 1999–2009 był pracownikiem Archiwum Państwowego w Opolu, od kwietnia 2009 do kwietnia 2012 pełnił funkcję zastępcy dyrektora Narodowego Archiwum Cyfrowego, w latach 2012–2016 dyrektor NAC.
21 kwietnia 2016 został powołany przez premier Beatę Szydło na urząd Naczelnego Dyrektora Archiwów Państwowych. Odwołany 6 listopada 2018.
W tym czasie archiwa państwowe zrealizowały m.in.:
- projekt cyfryzacji ponad 10 000 000 opisów teczek archiwalnych poprzez przeniesienie ich do baz danych i udostępnienie ich online w serwisie www.szukajwarchiwach.pl[3]
- wdrożenie Zintegrowanego Systemu Informacji Archiwalnej (ZoSIA) we wszystkich archiwach państwowych[4]
- pozyskanie środków europejskich na budowę systemu Archiwum Dokumentów Elektronicznych i modernizację Zintegrowanego Systemu Informacji Archiwalnej (ZoSIA)[5]
- wdrożenie Strategii Digitalizacji archiwów państwowych[6]
- uruchomienie procesów inwestycyjnych w archiwach w Bydgoszczy, Katowicach, Koszalinie, Poznaniu i Szczecinie[7].

Od 2008 uczestniczył w pracach nad Zintegrowanym Systemem Informacji Archiwalnej ZoSIA. Członek zespołów naukowych przy NDAP:
- w latach 2008–2009 zespołu Informatyka i Archiwa
- od 2010 zespołu ds. Monitorowania Pilotażowego Wdrożenia Systemów Elektronicznego Zarządzania Dokumentacją w Podlaskim Urzędzie Wojewódzkim w Białymstoku i Podkarpackim Urzędzie Wojewódzkim w Rzeszowie,
- członek Rady ds. Informatyzacji i Digitalizacji
- członek Rady Programowej do spraw przygotowania obchodów 100. rocznicy wybuchu i wydarzeń I wojny światowej.

Był także w latach 2014-2016 członkiem Rady Naukowo-Programowej Filmoteki Narodowej oraz obserwatorem w pracach DLM Forum oraz uczestniczy w pracach Archival Advisory Board projektu e-ARK. Jest specjalistą w zakresie dokumentu elektronicznego i digitalizacji, prowadzi zajęcia w Instytucie Historycznym UW z przedmiotu „Elektroniczne zarządzanie dokumentacją”.
Współautor tłumaczenia standardu EAD Encoded Archival Description – „EAD_PL. Międzynarodowy standard zapisu informacji o zasobie archiwalnym” (2009) oraz opracowania „Narodowe Archiwum Cyfrowe. Wizja, projekt, ludzie” (2010), a także autor publikacji w periodykach historycznych i archiwalnych. Od 2015 jest członkiem Rady naukowej czasopisma wydawanego przez Uniwersytet Mikołaja Kopernika w Toruniu „Archiwa – Kancelarie – Zbiory”.
W 2019 został powołany na stanowisko Dyrektora Generalnego Prokuratorii Generalnej Rzeczypospolitej Polskiej, następnie wicedyrektor Biura Budżetowo-Administracyjnego tej instytucji. Od 2021 pełni funkcję dyrektora biblioteki Szkoły Głównej Gospodarstwa Wiejskiego w Warszawie.

## Wybrane publikacje
- Koncepcja państwa w publicystyce ks. Jana Piwowarczyka w latach 1945–1948, w: „Prace uczestników Studium Doktoranckiego. Historia” 2001, t. 3, red. A. Filipczak-Kocur, s. 83–94
- Ks. Jana Piwowarczyka idea partii chrześcijańskiej. Studium porównawcze dwóch koncepcji z lata 1921 i 1946, w: „Prace uczestników Studium Doktoranckiego. Historia” 2001, t. 3, red. A. Filipczak-Kocur, s. 95–105
- Stosunki państwo – Kościół katolicki w latach 1949–1971 w aktach byłego Archiwum Komitetu Wojewódzkiego PZPR w Opolu, w: „Kwartalnik Opolski” 2001, nr 4, s. 99–111
- Opolski Klub Inteligencji Katolickiej. Protokół zebrania założycielskiego z dn. 24 II 1957 r., w: „Kwartalnik Opolski” 2002, nr 2-3, s. 101–111
- Akcja propagandowa władz komunistycznych przeciwko „uchwale watykańskiej” na przykładzie powiatów brzeskiego i oleskiego, „ConFinium” 2006, nr 1, s. 168–177
- Struktura i podstawowe formy działalności organizacji młodzieżowych w województwie opolskim w latach 1957–1989 na podstawie akt związków młodzieży, „ConFinium” 2007, nr 2, s. 261–280
- Dokument elektroniczny w podmiocie publicznym: definicja, zasady postępowania, długotrwałe przechowywanie, „Archeion”, t. 111, 2010, s. 37–52
- Dokumentacja elektroniczna jako część spuścizny – podstawowe problemy, w: „Archiwa, biblioteki, muzea wobec nowych wyzwań w dobie digitalizacji”, wyd., Archiwum Nauki PAN i PAU, Kraków 2011, s. 11–31
- Informatyzacja w działalności archiwów, w: „Archiwa polskie wczoraj i dziś”, red. K. Kozłowski, W. Stępniak, Warszawa 2012, s. 37–43
- Zadania Narodowego Archiwum Cyfrowego w zakresie gromadzenia, przechowywania i udostępniania dokumentów elektronicznych, w: „Wkład archiwistów warszawskich w rozwój archiwistyki polskiej”, Warszawa 2012, s. 463–474
- Zintegrowany System Informacji Archiwalnej (ZoSIA) jako przyszłość systemów informatycznych w archiwach państwowych, w: „Wkład archiwistów warszawskich w rozwój archiwistyki polskiej”, Warszawa, 2012, s. 475–485
- Dokumentacja elektroniczna w archiwach państwowych – wyniki ankiety przeprowadzonej w maju 2015 r., Archiwa-Kancerlarie-Zbiory, 2015, 6(8), str. 156-187
- Koncepcja działania na stanowisku Naczelnego Dyrektora Archiwów Państwowych oraz metody jej realizacji, Archeion, 2016, tom CXVII, str. 9-19.